# بخش لیزیو
بخش لیزیو (به فرانسوی: Arrondissement de Lisieux) یک بخش در فرانسه است که در کالوادوس واقع شده‌است.